# Lesnoï
Lesnoï (en russe : Лесной) est une ville fermée de l'oblast de Sverdlovsk, en Russie. Sa population s'élevait à 49 684 habitants en 2013.

## Géographie
Lesnoï est située dans l'Oural, sur les bords de la Toura, à 204 km — 254 km par la route — au nord de Iekaterinbourg et à 1 373 km à l'est de Moscou.
Lesnoï est limitée au sud-est par la ville de Nijniaïa Toura, les deux villes ne formant qu'une seule agglomération.

## Histoire
La ville a été fondée en 1947 sous le nom de « Usine no 418 » (завод № 418), pour produire de l'uranium hautement enrichi nécessaire aux armes nucléaires. En 1954, le site devint sous la Russie soviétique une cité secrète du nom de Sverdlovsk-45 spécialisée dans la fabrication des armes nucléaires.
Sverdlovsk-45 est restée une cité secrète, qui n'apparaissait sur aucune carte, jusqu'à ce qu'un décret de 1992 la renomme Lesnoï (littéralement « Ville des bois »), sous la présidence de Boris Eltsine.
Selon l'usage des villes possédant des installations secrètes à l'époque soviétique, Sverdlovsk-45 était un numéro de boite postale rattaché à la ville de Sverdlovsk.

## Population
Recensements (*) ou estimations de la population
| 1996   | 2002*  | 2006   | 2010*  | 2012   | 2013   |
| ------ | ------ | ------ | ------ | ------ | ------ |
| 54 500 | 53 195 | 53 193 | 50 363 | 50 136 | 49 684 |

## Économie
La principale entreprise de Lesnoï est le Combinat Elektrokhimpribor (en russe : Комбинат "Электрохимприбор"), implanté au nord de la ville. C'est la plus importante usine d'assemblage d'armes nucléaires de Russie, mais il a développé des productions civiles (diamants synthétiques, outillage électrique, machines à laver, etc.) .